# Stenderup (Gelting)
 For alternative betydninger, se Stenderup. (Se også artikler, som begynder med Stenderup)
Stenderup er en landsby beliggende sydøst for Gelting i landskabet Angel i Sydslesvig. Administrativt hører landsbyen under Gelting Kommune i Slesvig-Flensborg kreds i den nordtyske delstat Slesvig-Holsten. Med under Stenderup regnes Gyholt (også Gydeholt, ty. Güholz), Grøftled (Grüftheck), Overkobbel (Oberkoppel), Knor (Knorr) og udflyttersted Stenderupmark (Stenderupfeld). I kirkelig henseende hører landsbyen til Gelting Sogn. Sognet lå i Kappel Herred (oprindelig Ny Herred, Flensborg Amt, Sønderjylland), da området tilhørte Danmark.
Stednavnet er første gang dokumenteret 1409. Første led i navnet forekommer flere gange på dansk stednavneområde og er afledt af substantiv dansk sten. Det beskriver altså en landsby i stenrigt areal. Samme stednavn findes også i Siversted Sogn i Lusangel mellem Flensborg og Slesvig (→ Stenderup). Gyholt er første gang Grøftled er første gang nævnt 1730. Den mellem Ravnholt (Stensig) og Stenderup beliggende gård Knor er første gang nævnt 1736. Navnet betegnede tidligere et større område mellem landsbyerne Ravnholt, Stenderup og Svakketorp (Svaktrup). I Svakketorp findes tilsvarende et Knorlyk. Tæt ved Knor udspringer også den lille Knor Å. Stednavnet står i aflydsforhold til et ord Knar(r) (knast), der i stednavne formodes at kunne betyde knudret, tuet jordstykke (fra oldnordisk knǫttr).
Stenderup blev i 1970 indlemmet i Gelting Kommune.